# Medaille „Für die Verteidigung Stalingrads“

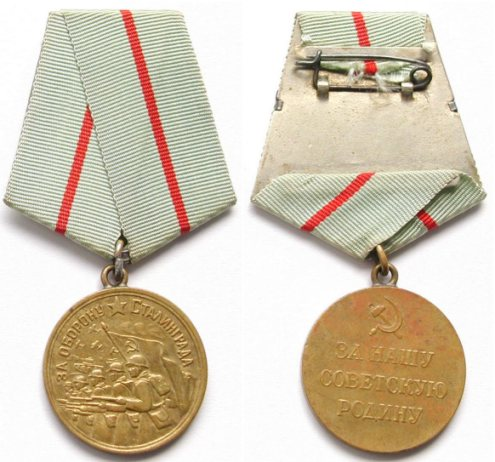
Avers und Revers der Medaille

Die Medaille „Für die Verteidigung Stalingrads“ (russisch Медаль „За оборону Сталинграда“) war eine sowjetische Auszeichnung während des Zweiten Weltkrieges im Zuge der Schlacht um Stalingrad, die zur erfolgreichen Verteidigung  der Stadt Stalingrad durch die Rote Armee führte. Ihre Stiftung erfolgte am 22. Dezember 1942 durch Josef Stalin. Die Verleihung erfolgte an all jene Angehörigen der Roten Armee, die zwischen dem 12. Juli und 19. November 1942 an der Verteidigung Stalingrads ehrenvoll beteiligt waren. Mit Stand von 1995 war die Medaille an knapp 760.000 Personen verliehen worden.

## Aussehen und Trageweise
Die bronzefarbene Medaille zeigt auf ihrem Avers mittig eine geschlossene Reihe Rotarmisten mit nach vorn gerichteten Bajonetten, sowie Panzer und Flugzeuge hinter denen die Fahne der Sowjetunion weht. Darüber ist halbkreisförmig die Umschrift: За оборону Сталинграда (Für die Verteidigung Stalingrads) zu lesen. Zwischen dem Wort Verteidigung und Stalingrad ist ein Sowjetstern aufgeprägt. Das Revers zeigt die dreizeilige Inschrift: За нашу советскую родину (Für unsere sowjetische Heimat). Getragen wurde die Medaille an der linken oberen Brustseite des Beliehenen an einer langgestreckten pentagonalen stoffbezogenen Spange, deren Grundfarbe hellgrün mit senkrecht eingewebtem roten Mittelstreifen ist. Die dazugehörige Interimsspange ist von gleicher Beschaffenheit.